# Леонид Каденюк
Леонид Константинович Каденюк (на украински: Леонід Костянтинович Каденюк (28 януари 1951, с. Клишковци, Хотински район, Чернивецка област - 31 януари 2018, Киев) - украински космонавт, генерал-майор от ВВС на Украйна.

## Биография
Роден е на 28 януари 1951 г. в с. Клишковци, Хотински район, Чернивецка област, Украйна. По народност е украинец.
От 1971 до 1992 г. е в Отряда на космонавтите на СССР.
След разпадането на СССР приема руско гражданство. Член е на отряда космонавти на Русия, служи във ВВС на Русия. През 1995 г. приема украинско гражданство.
От 19 ноември до 5 декември 1997 г. извършва космически полет като експериментатор на американската совалка „Колумбия“, мисия STS-87.
След съвместната декларация на Украйна и САЩ, полетът бил с цел „максимално разширяване на стратегическото сътрудничество между Украйна и Съединените щати“.
През декември 1999 г. за космическия си полет получава званието „Герой на Украйна“.

### Семейство
Женен, съпруга – Вера, има 2 сина: Владимир (1974) и Дмитрий (1984).

## Награди и звания
- Герой на Украйна (03.12.1999 г., за заслуги пред Украйна за развитието на космонавтиката и изключителен личен принос за укрепване на международното сътрудничество в космоса).
- Орден „За мъжество“ – I степен (1998), 6 медала.
- Огнестрелно оръжие с гравираното му име (2001).
- Почетен гражданин на гр. Чернивци (2001).

## Спор за „първия космонавт на Украйна“
Първият украинец, избран в първата група космонавти на СССР е Валентин Бондаренко. Той загива през 1961 г. и не полита никога в космоса. След него около 30 космонавти на СССР – родени в Украйна правят полети в космоса в периода 1961 – 1991 г. Изобщо първият украинец е Павел Попович – четвъртият космонавт на СССР. След обявяването на независимостта на Украйна през 1992 до 2009 г. единственият украински гражданин е Каденюк. Иначе за този период са полетели седем украинци – руски граждани: Василий Циблиев, Юрий Маленченко, Юрий Гидзенко, Юрий Онуфриенко, Олег Котов, Сергей Волков, Олег Кононенко.